# Lestvitsa
Lestvitsa (bulgariska: Лествица) är en bergskedja i Bulgarien.   Den ligger i regionen Lovetj, i den centrala delen av landet, 80 km öster om huvudstaden Sofia.
I omgivningarna runt Lestvitsa växer i huvudsak blandskog. Runt Lestvitsa är det ganska glesbefolkat, med 26 invånare per kvadratkilometer.